# Callistemon acuminatus
Callistemon acuminatus är en myrtenväxtart som beskrevs av Edwin Cheel. Callistemon acuminatus ingår i släktet lampborstar, och familjen myrtenväxter. Inga underarter finns listade i Catalogue of Life.